# Silver Grove
Silver Grove é uma cidade localizada no estado americano de Kentucky, no Condado de Campbell.

## Demografia
Segundo o censo americano de 2000, a sua população era de 1215 habitantes.
Em 2006, foi estimada uma população de 1165, um decréscimo de 50 (-4.1%).

## Geografia
De acordo com o United States Census Bureau tem uma área de
5,5 km², dos quais 3,1 km² cobertos por terra e 2,4 km² cobertos por água.

## Localidades na vizinhança
O diagrama seguinte representa as localidades num raio de 8 km ao redor de Silver Grove.